# 原宿警察署
原宿警察署（はらじゅくけいさつしょ）は、警視庁が管轄する警察署のひとつである。第三方面本部所属。
渋谷区の東北部を管轄している。
署員数およそ200名、識別章所属表示はOK。車両の対空表示は「原」。

## 概要
独立した警察署として設立されたのは1925年（大正14年）で、当初の名称は「千駄ヶ谷警察署」であったが、1932年（昭和7年）に現在の「原宿警察署」に改められた。
2009年（平成21年）、旧所在地から明治通りを1キロメートルほど南下した、渋谷区神宮前一丁目の現在地に移転、この地は1965年（昭和40年）以前の町名が「原宿三丁目」であり、ここに初めて警察署の名称と所在地とが一致することとなった。原宿警察署の新庁舎の所在地には太平洋戦争以前、旧日本海軍の施設「海軍館」があり、戦後は1989年（平成元年）まで日本社会事業大学が置かれた後、渋谷郵便局のプレハブ仮庁舎を経て、現況となっている。

## 管轄区域
渋谷区のうち
- 神宮前一丁目から四丁目、五丁目の一部（1番から21番、22番の一部、23番から32番、33番の一部）、六丁目の一部（1番から11番、12番の一部、13番、14番の一部、27番の一部、28番から35番）（それ以外の神宮前は渋谷警察署の管轄）
- 千駄ヶ谷一丁目から六丁目
- 代々木一丁目・二丁目（代々木三丁目から五丁目は代々木警察署の管轄）

## 施設
- 代用刑事施設（男女。同一建物内に警視庁本部留置施設原宿分室を併設している。）

## 沿革
- 1923年（大正12年）10月20日：淀橋警察署（現：新宿警察署）千駄ヶ谷分署設置
- 1925年（大正14年）
  - 9月11日：千駄ヶ谷4-3-15へ移転
  - 10月1日：千駄ヶ谷警察署に昇格
- 1932年（昭和7年）1月19日：原宿警察署に改称
- 2009年（平成21年）3月26日：現在地へ移転

## 組織
- 警務課
- 交通課
- 警備課
- 地域課
- 刑事組織犯罪対策課
- 生活安全課

## 交番
- 神宮前交番（渋谷区神宮前四丁目25番19号）
- 千駄ケ谷駅前交番（渋谷区千駄ケ谷一丁目35番7号）
- 千駄ヶ谷五丁目交番（渋谷区千駄ヶ谷五丁目27番1号） - 2006年（平成18年）御苑裏交番より改称。
- 代々木駅前交番（渋谷区代々木一丁目32番12号）
- 代々木二丁目交番（渋谷区代々木二丁目13番9号）

## 地域安全センター
- 原宿地域安全センター（渋谷区神宮前三丁目1番30号） - 2007年（平成19年）3月で原宿交番から神宮前交番に統合され用途変更。

## 主な事件
- 代々木一丁目書店事務所内強盗殺人事件 - 未解決